# Abdullah Al-Efrangi
Abdullah Al-Efrangi (arab. عبد الله الإفرنجي, ur. 15 listopada 1943 w Beer Szewie) – palestyński dyplomata i samorządowiec, w latach 2014–2017 gubernator muhafazy Gazy.

## Młodość i edukacja
Urodził się w bogatej rodzininie beduinów zamieszkującej na skraju pustyni Negew, w ówczesnej Palestynie. Po proklamacji niepodległości Izraela w 1948 roku wraz z rodziną został przesiedlony do ówcześnie administrowanej przez Egipt Strefy Gazy. Dorastał z dziewięciorgiem rodzeństwa, jego brat Mohammed był jednym z założycieli Al-Fatahu.
Od 1963 do 1973 roku studiował medycynę oraz politologię na Uniwersytecie Johanna Wolfganga Goethego we Frankfurcie nad Menem. W trakcie studiów był jednym z założycieli Generalnego Związku Palestyńskich Studentów i Pracowników w Europie. W wyniku Operacji Gniew Boży został wydalony z Niemiec na okres 3 lat.

## Działalność dyplomatyczna i polityczna
W 1960 roku dołączył do Al-Fatah. W 1970 roku został przedstawicielem Organizacji Wyzwolenia Palestyny do biura Ligi Państw Arabskich w Bonn. W 1972 roku został członkiem Palestyńskiej Rady Narodowej, pełniącej wówczas funkcję parlamentu. W 1974 roku został wybrany przedstawicielem OWP w Niemczech. W 1993 roku został powołany na urząd konsula generalnego Palestyny w Bonn i Berlinie. Stanowisko to pełnił do 2005 roku. Był także szefem przedstawicielstwa OWP w Wiedniu oraz stałym przedstawicielem tejże organizacji przy Organizacji Narodów Zjednoczonych do spraw Rozwoju Przemysłowego.
W latach 2007–2009 był rzecznikiem polityki zagranicznej Al-Fatahu. Został także przewodniczącym tejże partii w Strefie Gazy. W lipcu 2014 roku został powołany na urząd gubernatora muhafazy Gazy.
31 grudnia 2017 roku na stanowisku gubernatora zastąpił go Ibrahim Abu an-Nadża.